# Света Параскева (Писодер)
Вижте пояснителната страница за други значения на Света Параскева.
„Света Параскева“ (на гръцки: Ιερός Ναός Αγίας Παρασκευής) е възрожденска православна църква в Гърция, част от Леринската, Преспанска и Еордейска епархия на Цариградската патриаршия, под управлението на Църквата на Гърция.

## Местоположение
Църквата се намира в южната част на селото, най-ниската точка на Писодер и се използва като гробищен храм.

## История
Църквата е построена в 1848 година от майстор Наум Чобан, за което свидетелства варовикова плоча, вградена в източната стена на църквата. На нейно място вероятно е имало по-стара църква, за което свидетелства наличието на надпис от 1639 година върху царската икона на Иисус Христос. Освен това, надписи, споменаващи годините 1730 върху царските двери на „Свети Харалампий“, част от която е принадлежала на оригиналната църква и 1755 върху иконата на Света Параскева в светилището потвърждават мнението, че църквата е наследник на по-стар храм.
В 1906 година на северозапад е построена камбанария от архимандрит Модест - каменна и триделна на височина.
В параклиса „Свети Харалампий“ в двора на църквата в 1904 година е погребана главата на Павлос Мелас, която остава там три години.
В 1962 година църквата е обявена за паметник на културата.

## Описание
В архитектурно отношение църквата е проста каменна трикорабна базилика с вход за мъжете от север и за жените от запад. От южната страна е параклисът на „Свети Харалампий“, а в североизточния ъгъл, на няколко метра от входа на църквата, е кулообразната камбанария.
Вътре в църквата, чиито най-стари стенописи са покрити, има доста забележителен резбован иконостас с икони от средата на 19 век, които дори носят посветителни надписи от семейства в селото. Типични образци на народното творчество от тази епоха са проскинитариите и рисуваният и резбован амвон. Освен това в храма се съхраняват важни преносими икони, църковни книги с многобройни спомени за събития и свещени съдове (медни и златни дискоси), които идват от дарения от писодерци от диаспората от XIX век. Владишкият трон също е резбован. Над колоните има стенописи със светци. Иконата „Христос Велик Архиерей“ (1849) е дело на братятата зографи Василиос и Йоанис от Востина и подписана „χειρ Βασιλείου και Ιωάννου των αδελφών“.